# Jespák bojovný
Jespák bojovný (Calidris pugnax) je středně velký druh jespáka z podřádu bahňáků.

## Popis
Samci jsou výrazně větší než samice. Mimo samců v době rozmnožování je nenápadně hnědě zbarvený s bílým břichem. Samci mají v době rozmnožování pestrobarevné krční límce. V letu má jen slabou bílou křídelní pásku a bílé strany kostřece. V Česku se vyskytuje na jarním a podzimním tahu. Hnízdí v arktické části Ruska, ve Finsku, Švédsku, Norsku, na dánském a nizozemském pobřeží.

## Galerie

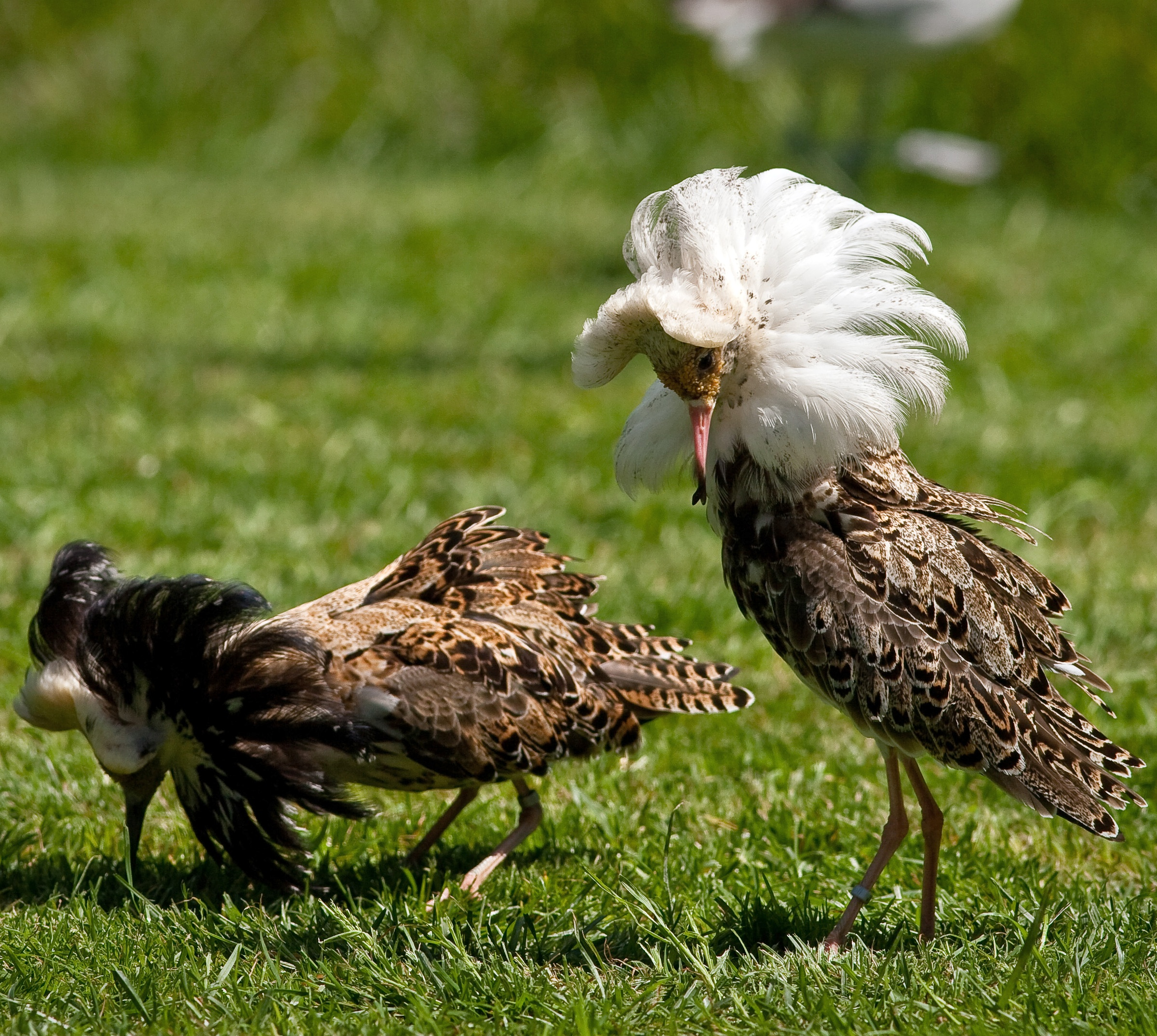
tokající samci
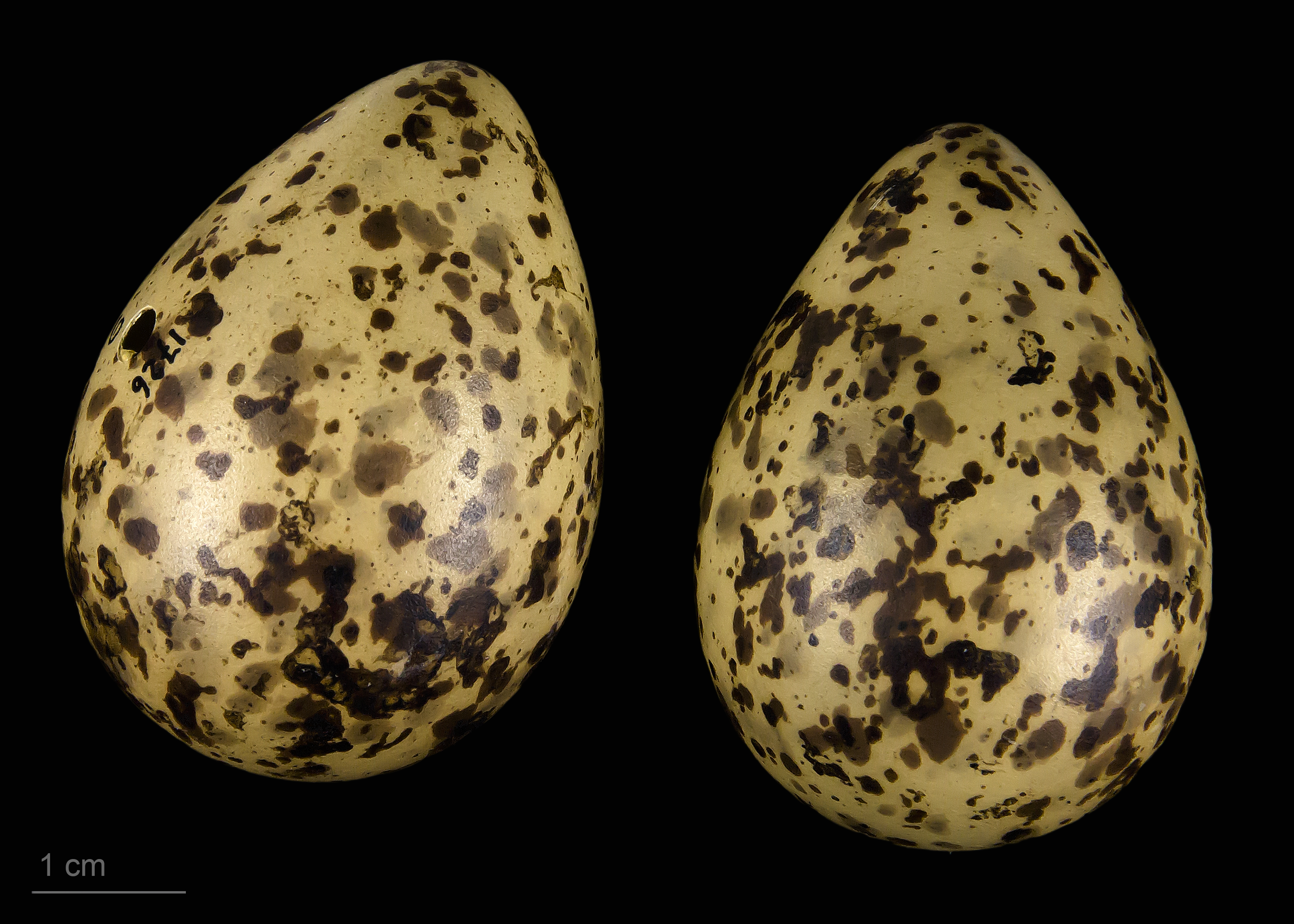
Vejce jespáka bojovného (Calidris pugnax pugnax)